# Hersey (Maine)
Hersey város az USA Maine államában, Aroostook megyében. Lakosainak száma 73 fő (2020. április 1.).

## Népesség
A település népességének változása:

| 2010 | 83 |
| 2020 | 73 |